# توربو غرافيكس-16
توربو غرافيكس-16 (بالإنجليزية: TurboGrafx-16)‏ يسمى في الإصدار الياباني الخاص "بي سي إينجاين (باليابانية: PCエンジン)، هو نظام ألعاب فيديو متطور من الجيل الرابع، بدأ نشاطه بتاريخ 30 أكتوبر عام 1987م باليابان، وفي الولايات المتحدة بتاريخ 19 أغسطس عام 1989م.
وأنتهت الفترة في اليابان بتاريخ 16 ديسمبر عام 1994م وفي الولايات المتحدة سنة 1995م.
نظام (TurboGrafx-16 (Entertainment SuperSystem ، المعروف في اليابان وفرنسا باسم (توربو غرافيكس-16) (PC エ ン ジ ン Pī Shī Enjin) ، عبارة عن وحدة تحكم في ألعاب الفيديو المنزلية تم تصنيعها وتسويقها بواسطة (إن إي سي) ، وصممها (Hudson Soft.) تم إصدارها في اليابان في 30 أكتوبر 1987 وفي الولايات المتحدة في 29 أغسطس 1989. كما كان لها إصدار محدود في المملكة المتحدة وإسبانيا في عام 1990 ، والمعروفة باسم (TurboGrafx) ببساطة وعلى أساس النموذج الأمريكي، في حين أن اليابانية تم استيراد النموذج وتوزيعه في فرنسا في عام 1989. وكان أول وحدة تحكم تم إصدارها في عصر 16 بت ، على الرغم من أنها استخدمت وحدة المعالجة المركزية 8 بت. في الأصل كان الهدف منه التنافس مع نظام (Nintendo) الترفيهي (NES) ، وانتهى به المطاف إلى التنافس مع ميجا درايف ، وفيما بعد على نظام (Super Nintendo) للترفيه (سوبر نينتندو إنترتينمنت سيستم).

## وصلات خارجية
- The PC Engine Software Bible software listing including reviews and videos.
- Turbo Pages covering the TurboGrafx and more.
- TurboGrafx-16 overview and review show!
- Video of TurboGrafx-16 and PC Engine hardware and features from FamicomDojo.TV
- توربو غرافيكس-16 على مشروع الدليل المفتوح